# 오케이투어

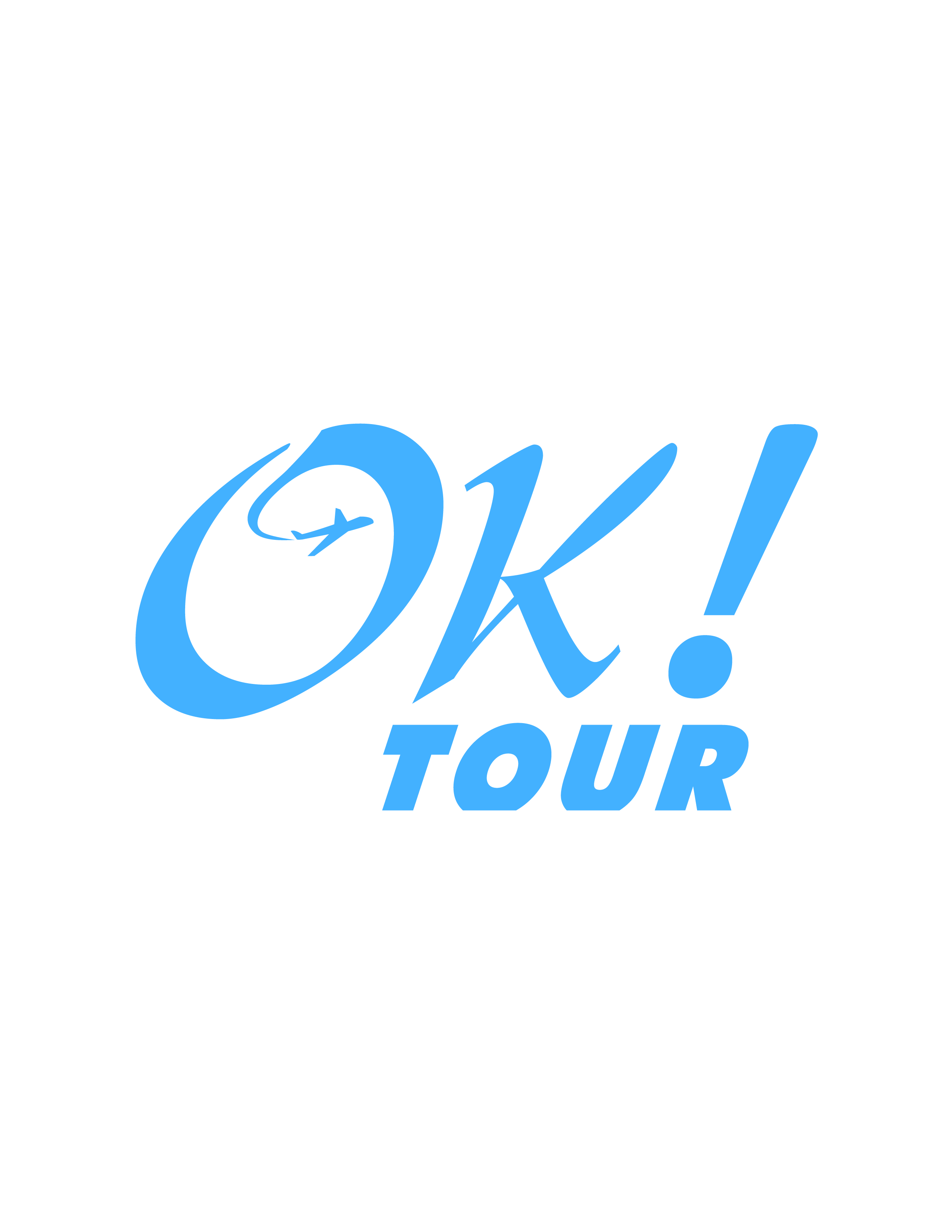
오케이투어 로고

오케이투어는 2002년 3월 8일에 설립된 캐나다의 여행사로 현지 한인들을 상대로 여행 패키지 상품과 항공권 등을 판매한다. 정식 법인명은 O.K. TOUR COMPANY LTD로 브리티쉬 컬럼비아주 광역 밴쿠버 지역에 본사가 있고 온타리오주 토론토 시에 지사가 있다.
웹사이트 주소는 https://www.oktour.ca/, 밴쿠버 본사의 주소는 610 - 329 North Rd. Coquitlam, BC V3K 3V8, 토론토 지사의 주소는 5527 Yonge st, Toronto, ON M2N 5S3이다.